# Who Do You Think You're Foolin'
«Who Do You Think You're Foolin» es el tercer y último sencillo del álbum The Wanderer de la cantante Donna Summer, lanzado en 1981. Fue el primer y único sencillo lanzado en ese año, ya que la discográfica Geffen se negó a lanzar el álbum I'm a Rainbow, el cual estaba previsto para ser lanzado después de The Wanderer. Recién en 1982 la cantante lanzaría un sencillo de su álbum Donna Summer bajo el mismo sello, pero con el apoyo de Warner Bros., quien se encargó de distribuir sus trabajos en Europa. Summer volvería a trabajar con Geffen en 1984 y 1987 en los álbumes Cats Without Claws y All Systems Go respectivamente.
El lado B de la canción corresponde a "Running for Cover", también perteneciente al álbum y compuesta por Summer.
En la década del 2000 se lanzó un remix de la canción bajo un sello independiente con un ritmo más electrónico y fue un éxito en las discotecas gay en los grandes centros urbanos de los Estados Unidos.

## Sencillos
- US 7" sencillo (1981) Geffen GEF 49664[1]

1. «Who Do You Think You're Foolin'» - 3:55
2. «Running for Cover» - 3:47

- EU 7" sencillo (1981) Geffen GEF 79 201[2]

1. «Who Do You Think You're Foolin'» - 3:55
2. «Running for Cover» - 3:47

## Posicionamiento
| Lista/País (1980)             | Posición más alta |
| ----------------------------- | ----------------- |
| ARIA Australia                | 100               |
| RPM Canadá                    | 39                |
| Billboard Hot 100             | 40                |
| Billboard Hot Dance Club Play | 8                 |